# John Paul Papanicolaou
John Paul Papanicolaou (23 marzo 1949 – Atene, 14 febbraio 2010) è stato un imprenditore greco attivo nell'industria delle costruzioni di navi di lusso.
Amico della famiglia Onassis, è divenuto famoso per aver acquistato e fatto restaurare lo yacht di Aristotele Onassis, il Christina O, che viene noleggiato come un charter a VIP o a famiglie amiche. Tra le persone che hanno utilizzato lo yacht ci furono Anna Nicole Smith, Paul McCartney e Tommy Lee dei Mötley Crüe.
Un suo altro progetto era il restauro del Galeb, lo yacht presidenziale di stato del dittatore jugoslavo Tito, che all'epoca era il 3° yacht più grande al mondo. Il progetto tuttavia è stato sospeso e il Galeb si trova ormeggiato in stato di abbandono nel porto di Martinšćica.
L'armatore è morto di cancro ad Atene nel 2010.